# Zygophylax profunda
Zygophylax profunda är en nässeldjursart som beskrevs av Quelch 1885. Zygophylax profunda ingår i släktet Zygophylax och familjen Lafoeidae. Inga underarter finns listade i Catalogue of Life.